# Ácido heptadecanoico
El ácido margárico, también conocido como ácido heptadecanoico, es un ácido graso saturado. Su fórmula molecular es CH3(CH2)15COOH. Clasificado como ácido graso de cadena impar, se encuentra como componente traza de las grasas y la grasa láctea de los rumiantes. Las sales y ésteres del ácido margárico se denominan heptadecanoatos.
Su nombre deriva del griego antiguo μάργαρος (márgar(on)), que significa «perla(y)», debido a su aspecto.

## Semioquímica
El ácido margárico desempeña un papel como semioquímico en muchas especies. En concreto, posee propiedades feromónicas y alomónicas. Se ha identificado en las secreciones de la glándula subcaudal del tejón europeo (Meles meles) y en las secreciones de la glándula occipital de los camellos bactrianos machos (Camelus bactrianus), donde es una de las muchas sustancias químicas feromónicas responsables de ayudar a encontrar y seleccionar pareja.
El ácido margárico atrae al escarabajo khapra (Trogoderma granarium) y al mosquito de la fiebre amarilla (Aedes aegypti), pero repele al mosquito doméstico común (Culex pipiens).
El ácido margárico también se encuentra en las secreciones de las glándulas precloacales de muchos reptiles del orden Squamata, como el geco leopardo común (Eublepharis macularius) y la víbora europea (Vipera berus), donde se utiliza para identificar a las parejas sexuales.

## Formas insaturadas
Los derivados insaturados del ácido margárico se encuentran en la naturaleza, aunque raramente. La insaturación se produce en la posición 9 o en las posiciones 9 y 12 de la cadena grasa, dando lugar a los ácidos heptadecenoico (C17:1) y heptadecadienoico (C17:2), respectivamente. El C17:1 cis-9 (ω-8) se encuentra en cantidades mínimas en las grasas de rumiantes y en algunas variedades de aceite de oliva. Se han detectado cantidades mínimas (< 1%) de C17:1 cis-10 y C17:2 cis-8,11 en el aceite de semilla de portia (Thespesia populnea). 

## Rareza en grasas vegetales y animales
El ácido margárico es poco frecuente en animales y vegetales. Sin embargo, en los siglos XIX y XX, el ácido se identificó con frecuencia como un componente significativo de las grasas naturales. Lo más probable es que se tratara de casos de identificación errónea de una mezcla eutéctica de ácidos palmítico y esteárico.